# Международная боксёрская ассоциация
Международная боксёрская ассоциация (МБА) (англ. International Boxing Association; IBA) — является коммерческой организацией, которая организует профессиональные боксёрские матчи и присуждает награды мирового первенства.
МБА была основана в 1990-х годах по инициативе Дини Шанса, бывшего питчера MLB.
Чемпионат мира МБА считается «ступенькой» для тех боксёров, которые при условии победы получают возможность бороться за чемпионские титулы в более престижных боксёрских организациях. Ассоциация получила некоторое признание и за её титулы борются многие известные боксеры.
Прошлыми и действующими чемпионами Международной боксерской ассоциации (IBA) являются такие боксеры как: Сергей Ковалёв, Владимир Кличко, Эрик Эш, Оскар Де Ла Хойя, Алехандро Гонсалес Мартин, Рой Джонс-младший, Джеймс Тони, Джордж Форман, Миккель Кесслер, Глен Джонсон, Хоэль Касамайор, Эрик Моралес, Артуро Гатти, Диего Корралес, Шейн Мосли, Антонио Тарвер, Хосе Луис Кастильо, Орландо Каньисалес, Фернандо Варгас, Роберт Дэниэлс, Орландо Крус.